# Oncidium concolor
Oncidium concolor es una especie de orquídea epifita. Es nativa de Brasil y nordeste de Argentina.

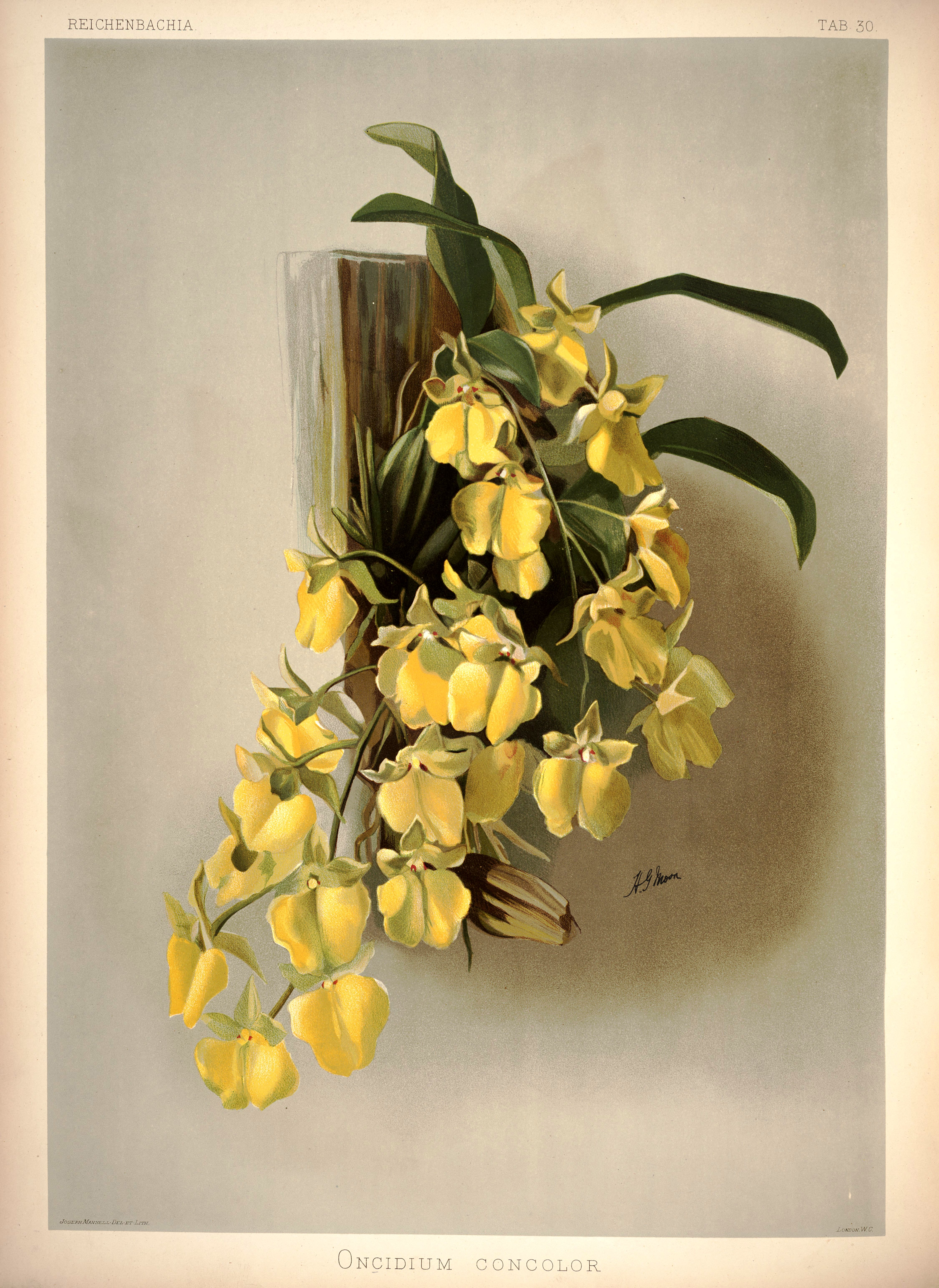
Ilustración

## Descripción
Son orquídeas con pseudobulbos agrupados, angostamente oblongos u oblongo-ovoides, surcados al pasar el tiempo que lleva 2 hojas apicales, rígidas, erguidas , lanceoladas-liguladas y agudas. Florece con una inflorescencia colgante en forma de arco, de 30 cm de largo, ligeramente en racimo con brácteas cóncavas, de color verde pálido y con 4 a 12 flores. Florece en la primavera y el verano. 

## Distribución y hábitat
Son especies epífitas que se encuentran en Brasil y el norte de Argentina en las zonas frecuentadas por las heladas cortas en los bosques de montaña.

## Taxonomía
Oncidium concolor fue descrita por  William Jackson Hooker  y publicado en Botanical Magazine 67: t. 3752. 1841.
Etimología
Ver: Oncidium, Etimología
concolor: epíteto latíno que significa "del mismo color".
Sinonimia
- Cyrtochilum citrinum Hook. 1849
- Oncidium unguiculatum Klotzsch 1849
- Oncidium normanii Pritz. 1854
- Carenidium concolor (Hook.) Baptista 2006
- Concocidium concolor (Hook.) Romowicz & Szlach.
- Gomesa concolor (Hook.) M.W.Chase & N.H.Williams[3][4][5]